# Сейсмічність Південно-Африканської Республіки
Сейсмічність Південно-Африканської Республіки — характеризується підвищеною інтенсивністю.

## Загальна характеристика
На території ПАР виділяється декілька великих тектонічних структур, відносно стабілізованих в різні епохи. Проте, велика частина зареєстрованих землетрусів відбувається в океані поблизу узбережжя ПАР. Загальне сейсмічне тло країни — 5-6 бальне, тобто даний район є одним з сейсмічно неспокійних районів Південної Африки.

## Землетруси у минулі століття
За останні 55 років та згідно обліку з 1900 року, у середньому за рік, у ПАР відбувається близько 173 землетрусів. Взагалі від 1900 року, на території ПАР та поблизу її узбережжя зафіксовано принаймні 29 землетрусів магнітудою вище 6,0 балів.

## Землетруси XXI століття

### 2005
9 березня, о 12:16 (за місцевим часом), в ПАР стався помірний (за шкалою інтенсивності МSK-64) землетрус силою у 5,0 балів за (шкалою Ріхтера). Епіцентр землетрусу знаходився біля міста Стілфонтейн, за 155 км на південний захід від міста Йоганнесбург. В результаті удару стихії постраждали десятки людей. У поліції повідомили, що їм відомо про 38 постраждалих, однак важких поранень зафіксовано не було. У гірничодобувній компанії «DRDgold» повідомили, що під час землетрусу в цьому районі в шахтах перебувало 3,2 тисячі гірників, однак усі вони були евакуйовані, однак 13 з них — отримали поранення.

### 2014
6 лютого в ПАР стався невеликий землетрус, в результаті якого було заблоковано шахту з видобутку золота. З 17 гірників, які були заблоковані під землею, восьмеро - загинули, один - зник безвісти.
5 серпня, в ПАР стався сильно помірний (за шкалою інтенсивності МSK-64) землетрус магнітудою 6,3 балів (за шкалою Ріхтера). За даними Геологічної служби США (USGS), епіцентр землетрусу знаходився за 199 км на північний захід від Преторії. Гіпоцентр землетрусу залягав на глибині 10 км. Поштовх, що тривав одну хвилину відчувався в місті Йоганнесбурзі, в найбільшому порту Дурбан на Індійському океані, в містах Кейптауні та Преторії. В Йоганнесбурзі та Дурбані з висотних офісних будівель були евакуйовані сотні людей. Повідомлень про постраждалих та руйнування — не надходило.

### 2017
3 квітня у ПАР стався помірний (за шкалою інтенсивності МSK-64) землетрус магнітудою 5,2 балів (за шкалою Ріхтера). За даними Геологічної служби США (USGS), епіцентр землетрусу знаходився за 8 км на південь від міста Стілфонтейн. Гіпоцентр землетрусу залягав на глибині 5 км.

### 2018
3 травня у ПАР стався землетрус, в результаті якого, згідно повідомлення агентства Reuters, стався обвал на шахті Масакане з видобутку золота на заході від Йоганнесбурга. Було врятовано 10 із 13 шахтарів, які опинилися під землею, однак четверо з них померли від отриманих травм.

### 2019
22 березня, о 02:31 (за київським часом), у ПАР стався помірний (за шкалою інтенсивності МSK-64) землетрус магнітудою 5,0 балів (за шкалою Ріхтера). За даними сейсмологічної мережі обсерваторії Гонконгу, епіцентр землетрусу знаходився за 240 км на північний захід від Йоганнесбурга, відомості щодо глибини залягання гіпоцентру землетрусу — не наводилися.

### 2021
25 вересня, в Індійському океані на південь від узбережжя Африки, стався помірний (за шкалою інтенсивності МSK-64) землетрус магнітудою 5,8 балів (за шкалою Ріхтера). Згідно повідомлення Європейського середземноморського сейсмологічного центру (EMSC), епіцентр підземних поштовхів знаходився за 2 165 км на південь від міста Порт-Елізабет (ПАР), гіпоцентр землетрусу залягав на глибині 33 км.

### 2023
21 травня, о 17:56:46 (за київським часом), Головним центром спеціального контролю ДКАУ було зареєстровано сильно помірний (за шкалою інтенсивності МSK-64) землетрус магнітудою 6,0 балів (за шкалою Ріхтера) з району островів Принс-Едуард, які належать ПАР. Епіцентр землетрусу знаходилося в Індійському океані 1700 км на південний схід від узбережжя Африки, гіпоцентр землетрусу залягав на глибині 10 км.

### 2024
10 липня, о 07:55:42 (за київським часом), Головним центром спеціального контролю ДКАУ було зареєстровано сильно помірний (за шкалою інтенсивності МSK-64) землетрус магнітудою 6,1 балів (за шкалою Ріхтера). Епіцентр землетрусу знаходився на південь від узбережжя Африки в Індійському океані, гіпоцентр землетрусу залягав на глибині 10 км.
22 грудня в ПАР стався помірний (за шкалою інтенсивності МSK-64) землетрус магнітудою 5,3 балів (за шкалою Ріхтера). Згідно даних EMSC, епіцентр землетрусу знаходився за 101 км на захід від міста Брандвлей, гіпоцентр землетрусу залягав на глибині 10 км.